# ماتیا پرتی
ماتیا پرتی (به ایتالیایی: Mattia Preti) نقاش عصر باروک اهل ایتالیا بود.